# Norman Gall
Norman Albert Gall (nacido el 30 de septiembre de 1942) es un exfutbolista profesional inglés que hizo más de 400 apariciones en la Football League jugando como defensor del Brighton & Hove Albion.

## Vida y carrera
Gall nació en Wallsend, que entonces estaba en Northumberland. Mientras completaba un aprendizaje de ingeniería marina, jugó al fútbol como aficionado para Gateshead. En marzo de 1962, se convirtió en profesional con el Brighton & Hove Albion, a punto de descender a la Tercera División de la Football League. Inicialmente fue impopular porque había desplazado al capitán Roy Jennings del equipo, pero pronto se consolidó como medio centro titular y fue elegido dos veces Jugador de la Temporada del Albion. Durante 12 años con el club, hizo 440 apariciones en la Liga de Fútbol y 488 en todas las competiciones del primer equipo. El portero de Albion, Brian Powney, dijo que Gall "fue el mejor jugador con el que jugó debido a su consistencia durante todos los años".
Después de retirarse del fútbol profesional, Gall permaneció en el área de Sussex, jugando fútbol fuera de la liga en clubes comoHorsham, Eastbourne United y Southwick y entrenando en Worthing. También actuó como resumidor en los comentarios de la BBC Radio Sussex sobre los partidos de Brighton.